# دانشگاه قائد اعظم
دانشگاه قائد اعظم (اردو: جامعه قائداعظم) یک دانشگاه دولتی پژوهشی واقع در اسلام‌آباد، پاکستان است.
این دانشگاه که در سال ۱۹۶۷ به عنوان دانشگاه اسلام‌آباد تأسیس شده، در ابتدا به تحصیلات تحصیلات تکمیلی تخصیص یافته بود ولی در طی دهه ۱۹۸۰ به دانشگاهی بین رشته‌ای گسترش یافت که مدارک کارشناسی و پیشرفته اعطا می‌کند.

## نگارخانه

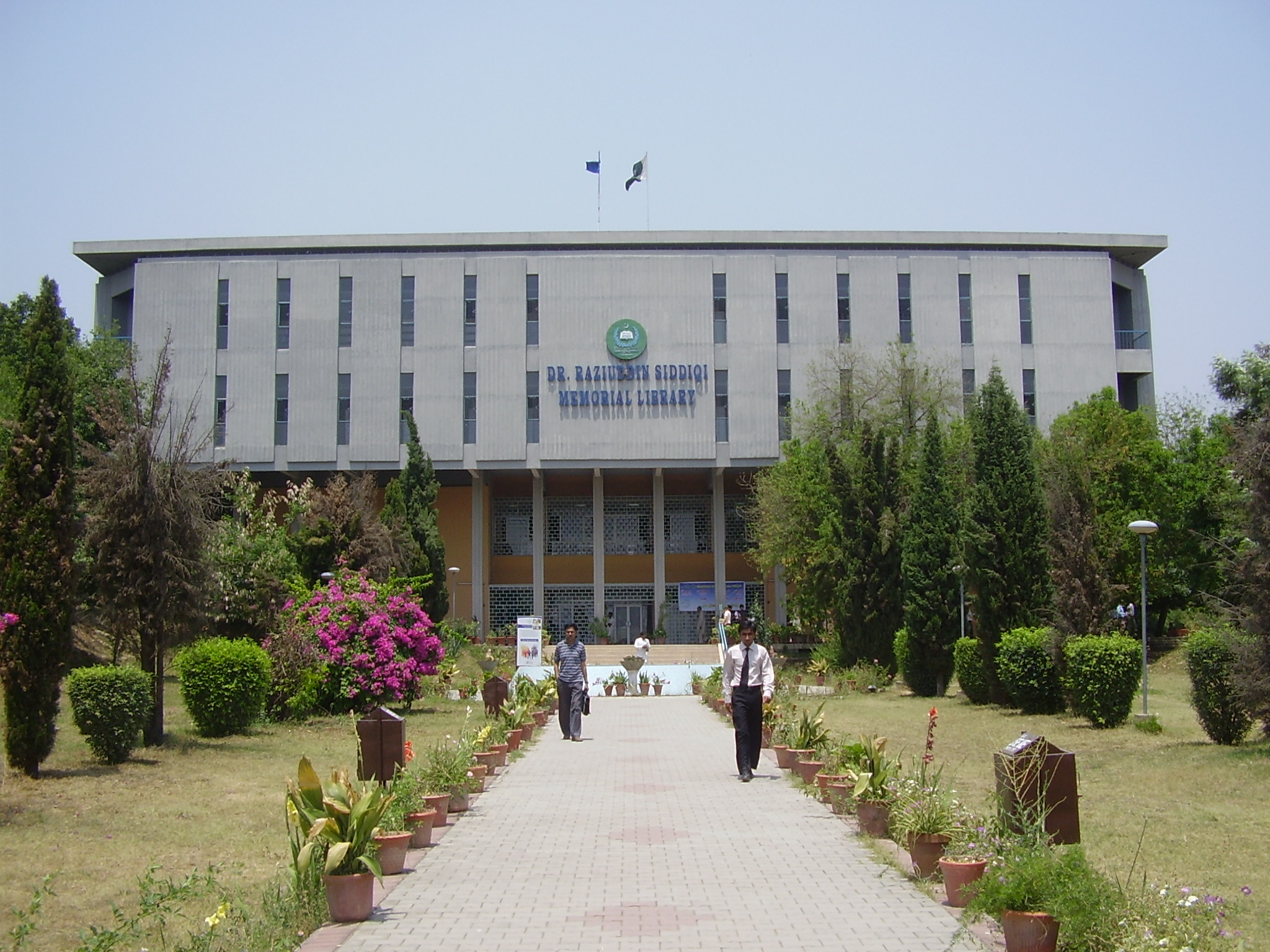
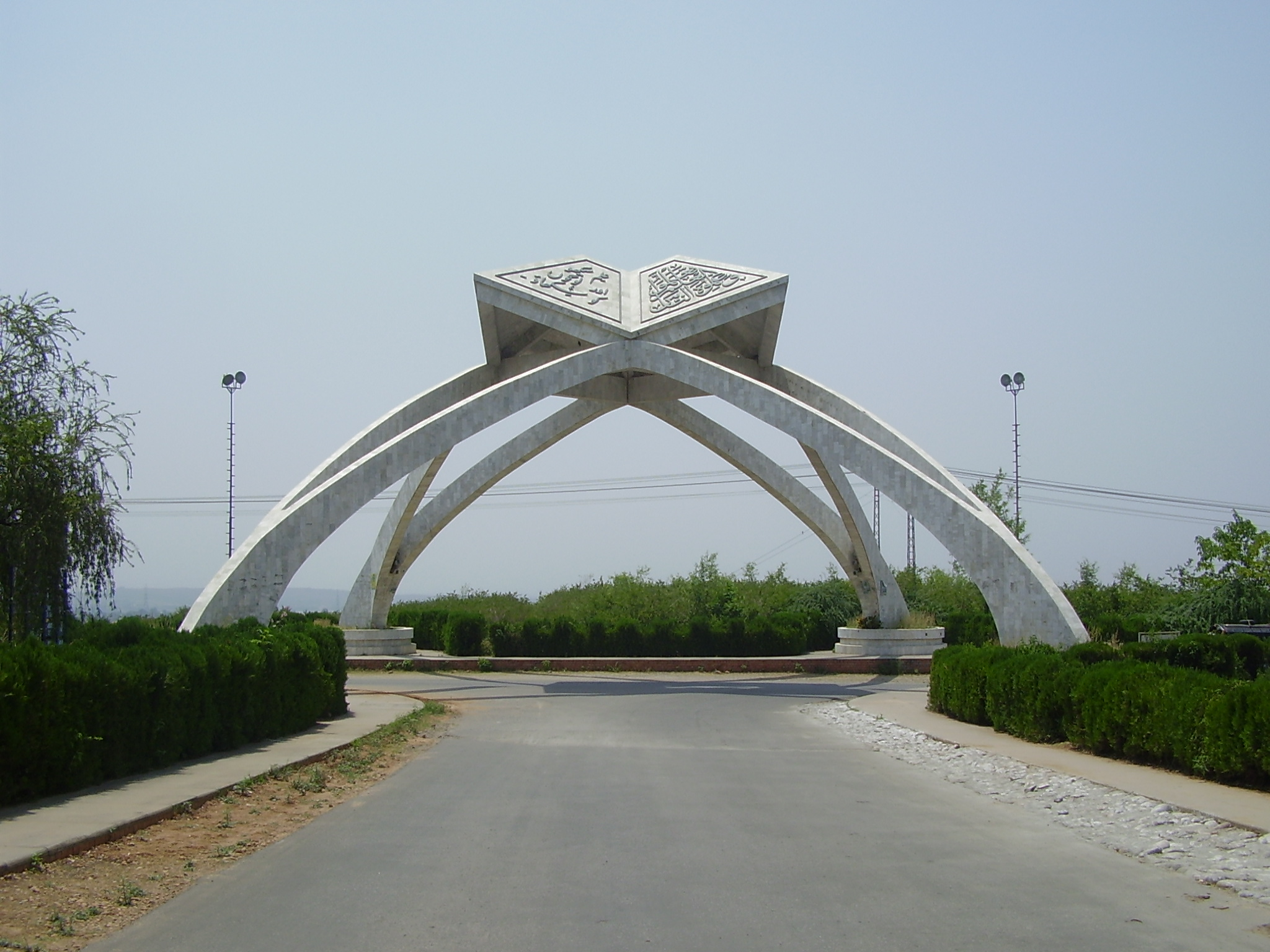
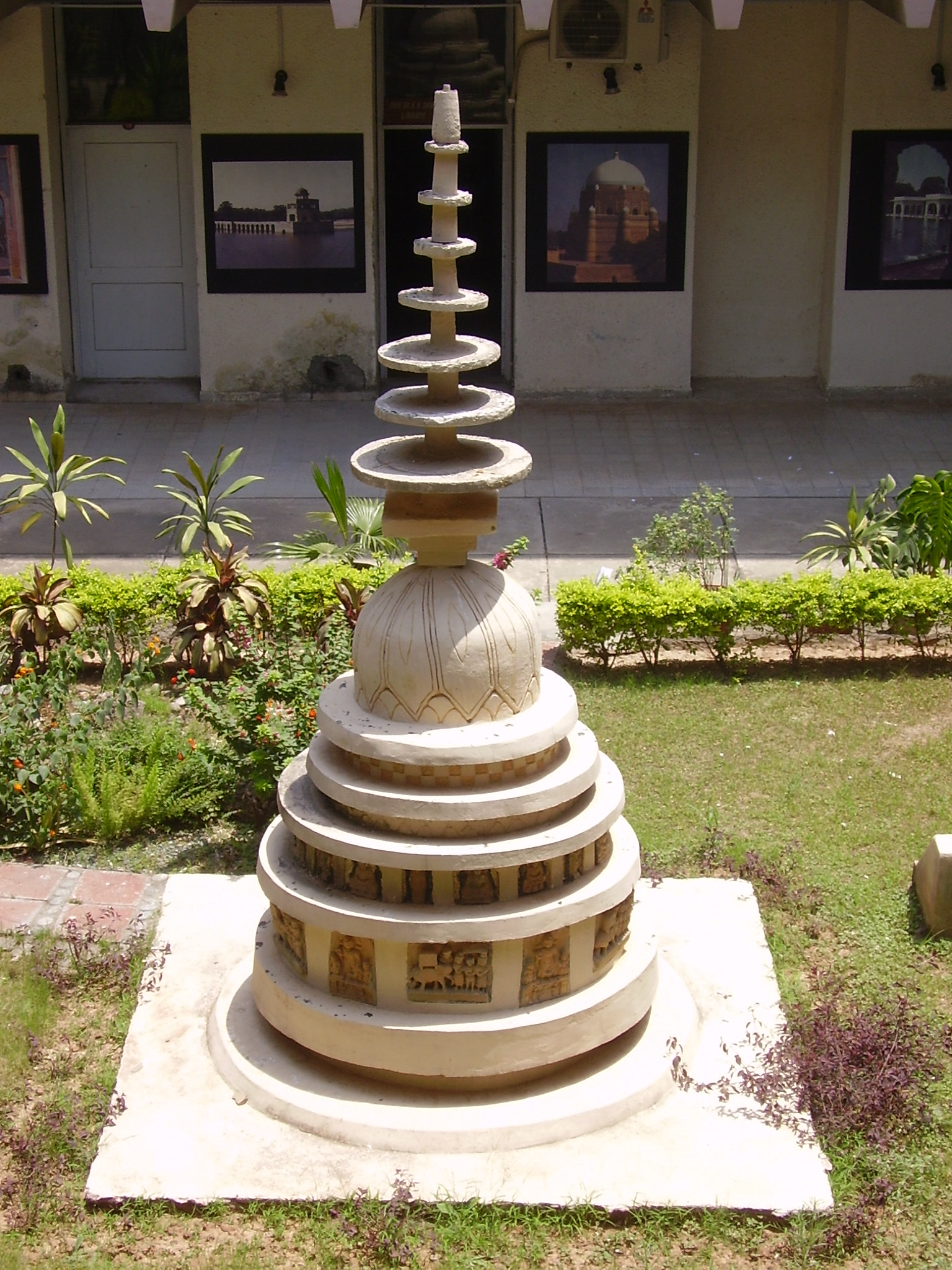
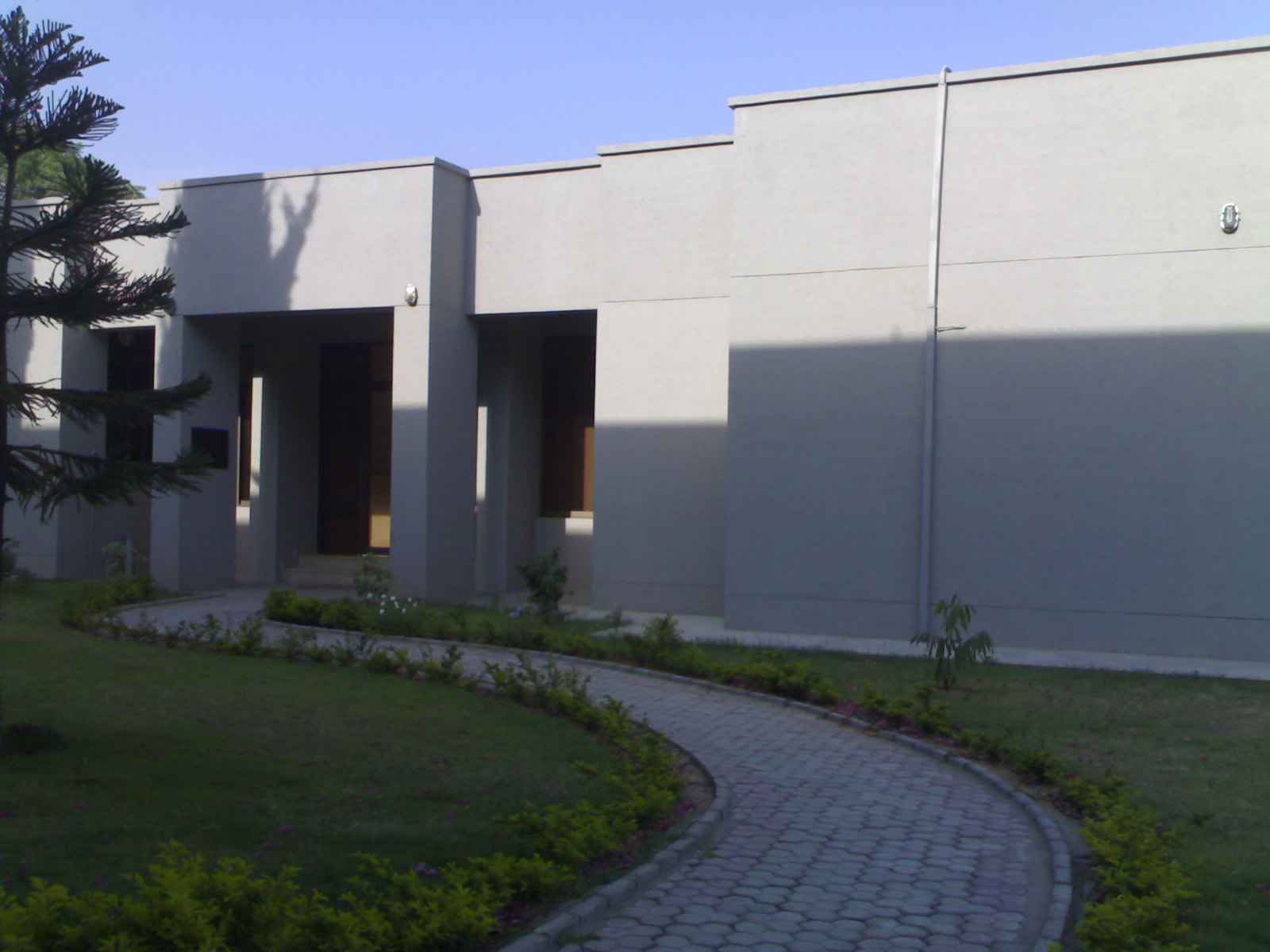